# Trappistinnenabtei Maria Frieden

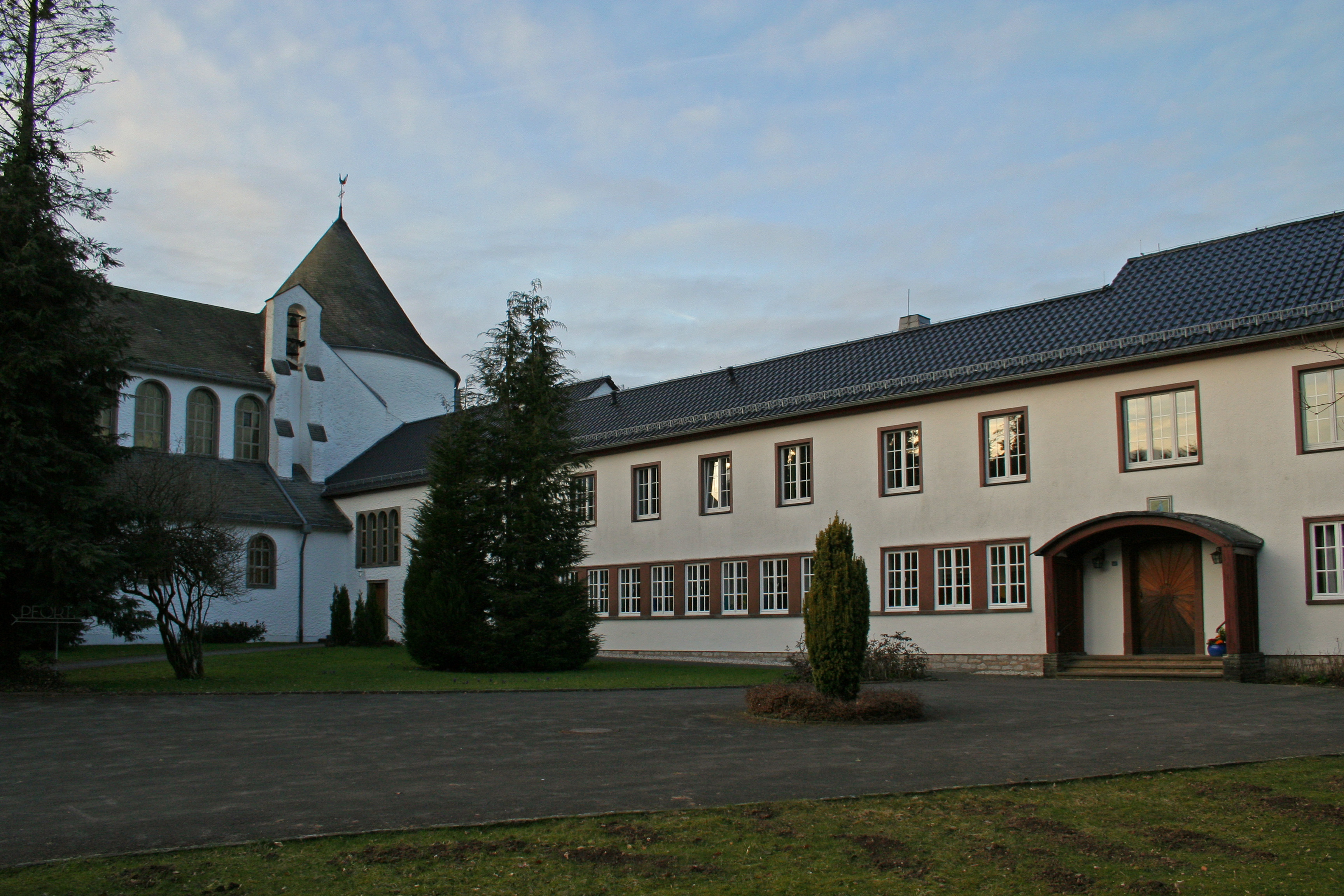
Abtei Maria Frieden in Dahlem (2010)

Die Abtei Maria Frieden (lat. Abbatia Beatae Mariae de Pace) ist ein Kloster der Trappistinnen. Von 1952 bis Juni 2022 bestand es in Dahlem (Nordeifel), seit 2021 in Steinfeld (Kall).

## Das Kloster in Dahlem

### Die Anfänge

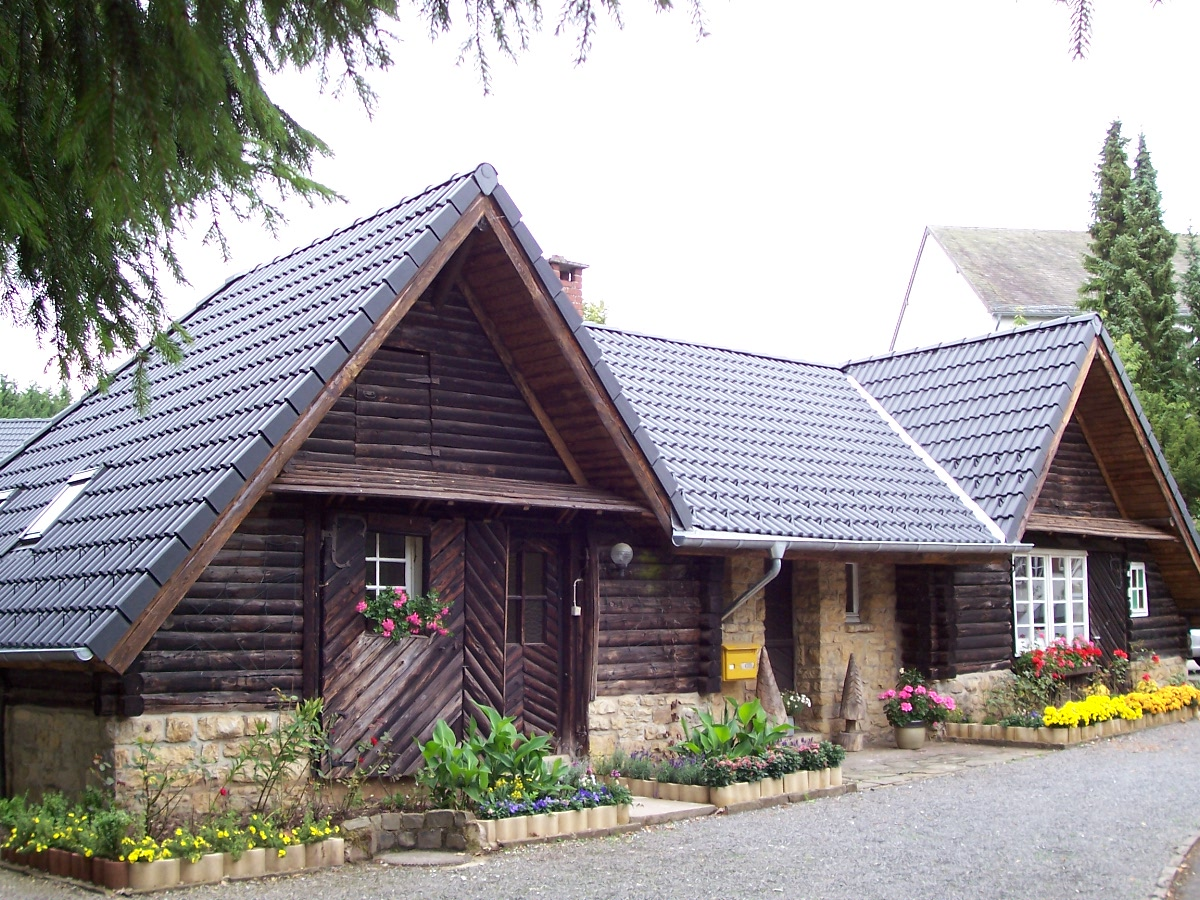
Schäferei Dahlemer Binz (Erholungsheim)

Am 24. März 1952 kaufte die Abtei Mariawald von der britischen Besatzungsmacht zum Preis von 27.500 DM die ehemalige Schäferei Dahlemer Binz. Diese war 1935 von der Nationalsozialistischen Volkswohlfahrt als „Musterschäferei“ angelegt worden. Nach dem Zweiten Weltkrieg wurde das Gelände von der britischen Besatzungsmacht beschlagnahmt.
Mit den erworbenen 70 Morgen Land stand dem Orden die Grundlage zur Gründung eines neuen – und damals einzigen – Frauenklosters dieses Ordens in Deutschlands zur Verfügung. Als Namen für die Neugründung wählten die Mönche von Mariawald – geprägt von den Erfahrungen zweier Weltkriege – Maria Frieden, da das Gebet um Frieden stets Hauptanliegen der Nonnen des Klosters war und noch heute ist.
Die ersten drei Siedler, die das Kloster bezogen, waren Mönche von Mariawald: P. Albericus Bergs, P. Angelus Hinzmann und Br. Georg Hauser. Sie bauten die Landwirtschaft auf und richteten im ehemaligen Wohnhaus der Schäferfamilie Kapelle sowie Wohn- und Schlafräume für die Nonnen her.

### Gründung als Frauenkloster
Die ersten vier Nonnen, die am 8. Dezember 1952 das Kloster bezogen, waren Sr. Pauline, Sr. Franca, Sr. Theobalda und Sr. Veronika aus der niederländischen Abtei Koonigsoord bei Tilburg. Im Laufe des folgenden Jahres kamen weitere Nonnen aus den Niederlanden nach Maria Frieden und mit vereinten Kräften konnte das Kloster weiter aufgebaut werden. Der eigentliche Gründungsakt fand am 8. Dezember 1953 statt. In der Dahlemer Pfarrkirche versammelten sich die 16 Gründungsschwestern. Domkapitular Walter Neujean hielt als Vertreter des Aachener Bischofs eine Andacht mit eucharistischem Segen. Anschließend fand eine Prozession zum Kloster statt. Dort wurden die Schwestern von Abt Christopherus Elsen in die Klausur eingeführt. An diesem Tag begann in Maria Frieden das reguläre monastische Leben des Trappistenordens mit dem vollen Stundengebet.
Ihren Lebensunterhalt bestritten die Nonnen zunächst aus Hühner-, Schweine- und Rinderzucht und Landwirtschaft. Im September 1954 begannen sie außerdem mit der Herstellung eines Kräuterlikörs.
Ostern 1954 traten die ersten Postulantinnen in Maria Frieden ein.

### Bedrohung des Klosterlebens durch Pläne zum Bau eines Militärflugplatzes
Einen Rückschlag für die gedeihende Neugründung bedeuteten die Pläne, in der Nähe des Klosters einen Militärflugplatz für Düsenjäger zu bauen. Wegen des Lärms wäre ein trappistisches Leben dort nicht mehr möglich gewesen.
Die Äbtissin des Mutterklosters Konigsoord, M. Gertrudis Demarrez, und die Oberin von Maria Frieden, Sr. Pauline de Reuver, reichten eine Bittschrift beim damaligen Bundeskanzler Konrad Adenauer ein. Einige Wochen später gab der damalige Verteidigungsminister Theodor Blank bekannt, dass der Militärflugplatz nicht gebaut werde.

### Erhebung zur Abtei und Ausbau
Am 21. September 1955 wurde Maria Frieden zur Abtei erhoben. Zur ersten Äbtissin wählten die Schwestern am 5. November 1955 ihre bisherige Oberin, Sr. Pauline de Reuver.
Ab Mitte der 1950er-Jahre wurden die bis dahin nur provisorisch errichteten Räume des Klosters für die stetig wachsende Gemeinschaft zu eng. So wurde das Kloster ausgebaut.
Am 12. August 1955 legte der Aachener Weihbischof Friedrich Hünermann den Grundstein für die neue Klosterkirche. Am 8. Dezember 1958 weihte der Aachener Bischof Johannes Pohlschneider die neue Klosterkirche. Nach Fertigstellung der Klosterkirche wurde ab 1960 das Klostergebäude selbst ausgebaut. Der Schlussstein wurde 1968 gelegt. Er wurde von Sr. Praxedis und dem Marienwalder Abt P. Otto als Taube mit Ölzweig als Symbol für den Frieden ausgestaltet.
1984 wurde von Dahlem aus das heute selbständige Priorat Gethsemani in Dannenfels gegründet.

### Aufbau der Paramentenweberei
Seit Ende der 1960er erwies sich die Landwirtschaft als unrentabel, so dass sie seitdem immer mehr reduziert und schließlich ganz aufgegeben wurde. Zusätzlich zum Verkauf des Klosterlikörs erschlossen sich die Schwestern mit dem Aufbau einer Weberei und der Herstellung von Paramenten eine weitere Einnahmequelle.

## Umzug der Abtei nach Steinfeld
Ende 2013 lebten in der Abtei in Dahlem 22 Nonnen. Im März 2020 wurde bekannt, dass die Nonnen das Kloster 2021 aufgeben, weil es finanziell nicht mehr tragbar ist. Die zehn Trappistinnen prüften zunächst eine Übersiedlung in die Zisterzienserinnen-Abtei St. Marienthal in Ostritz an der Lausitzer Neiße, wo sie in einer eigenen Klausur zusammenbleiben könnten, aber in liturgischer und ökonomischer Kooperation mit den Lausitzerinnen.

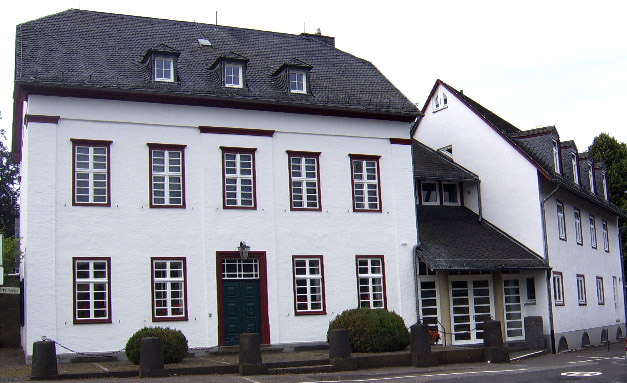
Das Kloster in Steinfeld

Stattdessen entschieden sich die Trappistinnen von Maria Frieden, die ehemalige Benediktinerinnenabtei Maria Heimsuchung in Kall-Steinfeld (Eifel) zu übernehmen, nachdem die Benediktinerinnen nach Bonn-Venusberg übergesiedelt waren.
Am 22. Juni 2021 verließen die Nonnen Dahlem und zogen nach Kall-Steinfeld um. Die Abtei Maria Frieden mit 11 Schwestern befindet sich dort in der Hermann-Josef-Straße 6. Das ehemalige Gästehaus der Benediktinerinnen wird von den Trappistinnen nicht weitergeführt.

## Leben im Kloster
Die Nonnen leben nach der Regula Benedicti, der Mönchsregel des heiligen Benedikt von Nursia, und den Konstitutionen der Trappisten. Gebet, Lesung und körperliche Arbeit bestimmen ihren Tagesrhythmus.
Der Tag beginnt um 4.05 Uhr mit dem ersten gemeinsamen Gebet, der Vigil. Bis zur Komplet um 19.25 Uhr läuft der Tag in einer Abwechslung von Gebet, Arbeit und Ruhe ab.

## Äbtissinnen
Im Herbst 1967 musste Äbtissin Pauline aus gesundheitlichen Gründen ihr Amt niederlegen. Als Nachfolgerin wurde Sr. Christophora van Dijck gewählt, die das Amt bis 1970 innehatte und danach Bibliothekarin wurde. 1976 verstarb sie als erste der Schwestern von Maria Frieden.
Von 1971 bis 1983 leitete Sr. Fabiana van Swaaij das Kloster als Äbtissin. In ihre Amtszeit fielen die Neuerungen des Klosterlebens im Anschluss an das Zweite Vatikanische Konzil. Dazu zählen insbesondere die Aufhebung der Trennung zwischen Chor- und Laienschwestern und liturgische Neuerungen wie die Einführung der Volkssprache in der Liturgie. Die Klosterkirche wurde den Erfordernissen der Liturgiereform baulich angepasst.
Von 1983 bis 1984 stand Sr. Ruth Mersmann der Klostergemeinschaft als Äbtissin vor. In ihre Amtszeit fiel die Neugründung des Trappistinnenklosters Gethsemani auf dem Donnersberg in der Pfalz, zu der Sr. Josefa und Sr. Praxedis von Maria Frieden ausgesandt wurden.
Nachfolgerin im Äbtissinnenamt von Sr. Ruth wurde Sr. Justina Lumcerová. Ihr folgte am 22. Februar 1993 Sr. Gabriele Visser.
Maria Gratia Adler wurde 2012 zur Äbtissin gewählt und übernahm die Leitung der Abtei von der bis dahin verantwortlichen Sr. Magdalena Aust.